# Plantago sawadai
Plantago sawadai là một loài thực vật có hoa trong họ Mã đề. Loài này được (Yamam.) Yamam. miêu tả khoa học đầu tiên năm 1932.